# Emanuel Trotz
Johan Otto Emanuel Trotz, född 6 mars 1860 i Ösmo socken, Stockholms län, död 18 juli 1925 på Svanevik, Ronneby, var en svensk bergsingenjör och industriman.
Trotz utexaminerades från Kungliga Tekniska högskolan som specialelev vid avdelningen för bergsvetenskap 1883, var 1884–87 anställd vid svenska bruk, reste sistnämnda år till USA och verkade där 1887–88 som kemist och inspektör och 1889–99 som överinspektör vid The Washburn & Moens Manufacturing Company, Worcester, Massachusetts, var 1900–02, efter dess anslutning till The South and Central Works, American Steel & Wire Company, teknisk chef vid denna firmas omfattande järnverk och, sedan denna uppgått i The United States Steel Corporation, chefsmetallurg vid denna stora trust 1902–04.
Trotz var 1904–09 konsulterande ingenjör i Worcester, varvid han bland annat ledde anläggningen av stora stålverk vid Roebling, New Jersey, tråddragerier och valsverk vid Philipsdale, Rhode Island. Han flyttade tillbaka till Sverige 1909, inträdde omedelbart i styrelsen för Kockums Järnverks AB, vars verkställande direktör han var från 1911 till sin död (vice ordförande från 1919). Bolagets järnverk vid Kallinge, Blekinge, ombyggdes under hans ledning. Han innehade patent på flera förbättringar inom ståltillverkningen och publicerade ett flertal uppsatser i fackfrågor.